# Nigel Lawson
Nigel Lawson, Baron Lawson of Blaby (født 11. marts 1932, død 3. april 2023) var en britisk politiker og journalist. Han var medlem af det konservative parti og af Underhuset for valgkredsen Blaby i Leicestershire fra 1974 til 1992 og medlem af Margaret Thatchers regering fra 1981 til 1989. Han var energiminister fra 1981 til 1983 og derefter finansminister. På begge ministerposter var Lawson en af de vigtigste fortalere for Thatchers politik med privatisering af flere nøgleindustrier.
Som finansminister stod han bag lavere indkomstskat og den deregulering af børsen, som var med til at gøre London til et vigtigt globalt finanscentrum. Det førte til en økonomisk vækst som blev kaldt Lawson-boomet (the Lawson boom).
Lawson forlod Underhuset i 1992 og sad derefter i Overhuset i 30 år til 2022. Han forblev aktiv i politik som formand for Conservatives for Britain, en bevægelse i det konservative parti, som arbejdede for at Storbritannien skulle forlade EU, og var en fremtrædende kritiker af EU. Han var også formand for tænketanken The Global Warming Policy Foundation og var en aktiv tilhænger af Vote Leave, en organisation som førte valgkamp for Storbritannien udtræden af EU op til folkeafstemningen om Storbritanniens EU-medlemskab 2016.
Lawson var far til seks børn, herunder Nigella Lawson, madskribent og berømt kok, Dominic Lawson, journalist og Tom Lawson, rektor for Eastbourne College.
Han døde 3. april 2023 i en alder af 91 år.